# Латыголь (Минская область)
Латыголь (бел. Латыгаль) — деревня в Вилейском районе Минской области Белоруссии, в составе Вязынского сельсовета. Население 110 человек (2009).

## География
Деревня находится в 5 км к югу от центра сельсовета, села Вязынь и в 20 км к юго-востоку от райцентра, города Вилейка. Деревня стоит на левом берегу реки Илии в километре от неё. Через Латыголь проходит местная дорога Вязынь — Молодечно, ближайшая ж/д станция в Молодечно.

## Достопримечательности
- Православная церковь св. Николая с брамой и ограждением. Построена в 1771 году графом Сологубом, как униатская. Памятник деревянной архитектуры.  Историко-культурная ценность Республики Беларусь, шифр 612Г000126
- 30 каменных могил XIX века в 1,5 км к юго-западу от деревни, на окраине леса

## Галерея
- Церковь св. Николая на фото 1900 года
- Церковь св. Николая
- Церковь св. Николая